# Dan Wilkinson
(en) Statistiques sur pro-football-reference
Daniel Raymon Wilkinson, dit Dan Wilkinson (né le 13 mars 1973 à Dayton dans l'État d'Ohio aux États-Unis) est un joueur américain de football américain qui évoluait au poste de defensive tackle.
Ayant évolué au niveau universitaire pour les Buckeyes d'Ohio State, il est le premier choix lors de la draft 1994 de la NFL par les Bengals de Cincinnati. En 13 saisons dans la NFL, il a joué pour les Bengals, les Redskins de Washington, les Lions de Détroit et les Dolphins de Miami.